# Giorgio Buchner
Giorgio Buchner (Monaco di Baviera, 8 agosto 1914 – Ischia, 4 febbraio 2005) è stato un archeologo tedesco, famoso per i suoi studi sul popolamento preistorico dell'isola d'Ischia e sulla fondazione delle colonie della Magna Grecia, con particolare riguardo a Pithecusa.

## I primi studi in Germania e l'Italia
Buchner nacque in Baviera da padre tedesco e madre italiana. Il padre Paolo, professore emerito di zoologia, scienziato di fama internazionale e grande studioso di endosimbiosi, era infatti sposato con Massimiliana Coppa, giovane e promettente pittrice veneta da lui conosciuta in Germania. I coniugi Buchner, assidui frequentatori dell'isola d'Ischia, vi si stabilirono definitivamente nel 1943, dopo che Paolo ebbe lasciato la sua cattedra a Lipsia.
Il giovane Giorgio compì i suoi primi studi in Germania, al gymnasium di Breslavia, poi a Lipsia, ma, dopo l'ascesa al potere di Hitler, decise di continuare gli studi in Italia, sfruttando la cittadinanza materna.

## La passione per l'archeologia
Anziché ripercorrere le orme del padre, come questi avrebbe desiderato, Giorgio, ancora studente di liceo, rimase affascinato da uno scritto del 1890 di Julius Beloch: a Lacco Ameno, sul versante settentrionale d'Ischia, erano stati rinvenuti numerosi reperti e nella Valle di San Montano erano state scoperte delle sepolture del V secolo; già Tito Livio raccontava che i Greci dell'Eubea, prima ancora di fondare Cuma si erano stabiliti sull'isola.
Al tempo, però, nessun ritrovamento era in grado di dare credito a questa testimonianza: il giovane Buchner sentì questa sfida come un impegno e capì che da quel momento l'archeologia sarebbe stata la sua vita.
Di lì la decisione di studiare lettere classiche a Napoli e successivamente a Roma, dove nel 1938 si sarebbe laureato in paletnologia con una tesi sulla preistoria e l'archeologia di Ischia dal titolo “Vita e dimora umana nelle Isole Flegree dalla preistoria ai tempi romani”.

### Il panorama archeologico
Gli anni '40 e '50 vedevano i grandi dell'archeologia concentrarsi quasi esclusivamente sui siti di Pompei, Ercolano e Paestum, mentre Ischia – l'antica Pithecusa – era considerata un antico scalo greco, non certo una colonia.

## Gli scavi e la Coppa di Nestore
Nel 1949 Buchner prese servizio come funzionario della Soprintendenza archeologica di Napoli con delega per Ischia e diede inizio a degli scavi, prima sulla collina del Castiglione, poi nella valle di San Montano a Lacco Ameno, con il ritrovamento della necropoli della colonia greca di Pithecusa, utilizzata dall'VIII secolo a.C. fino all'età romana. Furono rinvenuti corredi con monili (vasi, piccole sculture di terracotta, brocche e coppe, scarabei egizi, lingotti di piombo, attrezzatura da pesca, pesi per telaio, strumenti da lavoro) e, soprattutto, la coppa di Nestore, custodita in una ricca tomba a cremazione, portata alla luce e ricomposta dallo stesso Buchner: Si tratta di una kotyle alta una decina di centimetri e datata al 725 a.C.
Faceva parte del ricco corredo funebre appartenuto a un fanciullo di dieci anni. La coppa reca inciso su di un lato in alfabeto euboico in direzione retrograda, come nella consuetudine fenicia, un epigramma formato da tre versi, che allude alla famosa coppa descritta un passo dell'undicesimo libro dell'Iliade di Omero:
ὃς δ’ ἂν τοῦδε πίησι ποτηρίου αὐτίκα κῆνον
ἵμερος αἱρήσει καλλιστεφάνου Ἀφροδίτης»
chi berrà da questa coppa
subito lo prenderà il desiderio di Afrodite dalla bella corona»
La coppa rappresenta ancora oggi il più antico riferimento scritto all'Iliade e può essere considerata la prima testimonianza di riferimento per l'alfabeto greco

## La rilevanza della scoperta di Buchner
Occorre premettere che Giorgio Buchner già negli anni '30, in relazione alla compilazione della tesi di laurea, aveva individuato insediamenti preistorici e dell'età del bronzo a Ischia e a Vivara-Procida. In particolare aveva avuto la fortuna e l'acume di rinvenire le prime testimonianze di importazioni egee: frammenti di vasi Tardo-Micenei (XV-XIV sec. a.C.) recuperati sia a Castiglione d'Ischia sia al Capitiello di Vivara (attuale isolotto che nell'età del bronzo era solidale a Procida). Le scoperte ischitane di Lacco Ameno portarono a un'autentica rivoluzione nelle conoscenze riguardanti la Magna Grecia e di conseguenza anche quelle riguardanti la Grecia arcaica da una parte e l'Italia antica dall'altra: si riconobbe Ischia come prima colonia della Magna Grecia, snodo commerciale nevralgico per i traffici con le colonie siciliane, con Cuma, Neapolis e le città etrusche, nonché vivace centro di produzione di ceramiche.

## La nascita del Museo di Pithecusae
Nel 1947 Buchner e il vulcanologo Alfred Rittman crearono un museo, chiamato Museo dell'Isola d'Ischia, che più tardi sarebbe confluito, assieme ai reperti rinvenuti negli scavi successivi, nel Museo Archeologico di Pithecusae. Il museo fu inaugurato ufficialmente il 17 aprile 1999 alla presenza di studiosi di primo piano come sir John Boardman, illustre professore ad Oxford, il conservatore capo del Museo del Louvre, Alain Pasquier; il direttore del Pergamon Museum di Berlino, Wolf Dieter Helmeyer; Gloria Olcese, ricercatrice presso il museo berlinese; Yoannis Tzedakis, direttore generale del Ministero della Cultura della Repubblica Greca; Paul Zanker, decano degli studi sulla Magna Grecia dell'Università di Milano; l'archeologo e docente Piero Orlandini, l'insigne grecista Marcello Gigante, l'archeologo e storico dell'arte Fausto Zevi dell'Università di Roma.

## Opere
Libri:
- G. Buchner, Vita e dimora umana nelle Isole Flegree dalla preistoria ai tempi romani, Roma 1938 (tesi di laurea in Paletnologia, relatore prof. Ugo Rellini, edita parzialmente)
- G. Buchner, David Ridgway, Pithekoussai I. La necropoli (Monumenti Antichi, Serie Monografica, Accademia Nazionale dei Lincei, Roma (1976)
- G. Buchner, C. Gialanella, Museo Archeologico di Pithecusae Isola d'Ischia (Istituto Poligrafico dello Stato - Libreria dello Stato, Roma 1994)
- G. Buchner, A. Rittmann, Origine e passato dell'isola d'Ischia (Gaetano Macchiaroli editore, Napoli 1948)

Articoli e pubblicazioni:
- G. Buchner e C. F. Russo La Coppa di Nestore e un'iscrizione metrica da Pithecusa dell'VIII secolo a.C. (Accademia Nazionale dei Lincei: Rendiconti della Classe di Scienze Morali, Storiche e Filologiche, vol. 10, Roma 1955)
- G. Buchner, Nota preliminare sulle scoperte preistoriche nell'isola d'Ischia in «Bull. Paletnol. Ital», N.S. I, 1936-37, pp. 65–93.
- G. Buchner, Scavi nella necropoli di Pithecusa (1952-53) in «Atti e Memorie della Società Magna Grecia», 1954, pp. 3–11.
- G. Buchner, Metropoli e colonie di Magna Grecia in «Atti del 3° conv. di studi sulla Magna Grecia 1963», L'Arte Tip., Napoli
- G. Buchner, Pithekoussai: oldest Greek colony in the West in «Expedition» (Estate 1966), pp. 4–12.
- G. Buchner, Mostra degli scavi di Pithecusa in «Dialoghi di Archeologia» fasc. 1-2, Edit. Mondadori, Milano 1969, pp. 85–101.
- G. Buchner, Pithecusa: scavi e scoperte (1966-1971) in «Le genti non greche della Magna Grecia », Arte Tip., Napoli 1972, pp. 361–74.
- G. Buchner, Nuovi aspetti e problemi posti dagli scavi di Pitecusa in « Contribution à l'étude de la Societé et de la Colonisation Eubéennes », Centre Jean Bérard, Napoli 1975, pp. 59–86.
- G. Buchner, Cuma nell'VIII secolo a.C., osservata dalla prospettiva di Pithecusa in « I Campi Flegrei nell'archeologia e nella storia», Accademia Nazionale dei Lincei, Roma 1977, pp. 131–138.
- G. Buchner, Articolazione sociale, differenze di rituali e composizione dei corredi nella necropoli di Pithecusa, conferenza tenuta nel Convegno internazionale sull'«Ideologia funeraria nel mondo antico» (Napoli-Ischia, 6-10 dic. 1977), pp. 1–16.
- G. Buchner, A. Cazzella, F. di Gennaro, M.Marazzi, S.Tusa, A. Zarattini, L'isola di Vivara. Nuove ricerche, in «La Parola del Passato» CLXXX, 1978, pp. 197-273.